# Erythrodiplax umbrata
Espèce
Synonymes
- Erythrodiplax fuscofasciata Blanchard, 1845[2]
- Libellula fallax Burmeister, 1839[2]
- Libellula flavicans Rambur, 1842[2]
- Libellula fuscofasciata Blanchard, 1847[2]
- Libellula ruralis Burmeister, 1839[2]
- Libellula subfasciata Burmeister, 1839[2]
- Libellula tripartita Burmeister, 1839[2]
- Libellula umbrata Linnaeus, 1758[2]
- Libellula unifasciata De Geer, 1773[2]
- Trithemis montezuma Calvert, 1899[2]

Statut de conservation UICN

 LC  : Préoccupation mineure
Répartition géographique
Erythrodiplax umbrata est une espèce de libellules de la famille des Libellulidae (sous-ordre  des anisoptères dans l'ordre des odonates).

## Description
C'est une libellule néotropicale mesurant 38-45 mm de long. Le mâle et la femelle possèdent une coloration olive. Chez le mâle mature, le front et les motifs de son abdomen sont noirs. Les ailes antérieures et postérieures sont transparentes avec une bande noire qui débute au nodus et qui se termine avant le pterostigma. Chez la femelle et les immatures des deux sexes, le front et les motifs de l'abdomen sont bruns. Les ailes antérieures et postérieures sont généralement transparentes avec une légère tache enfumée à leurs extrémités.

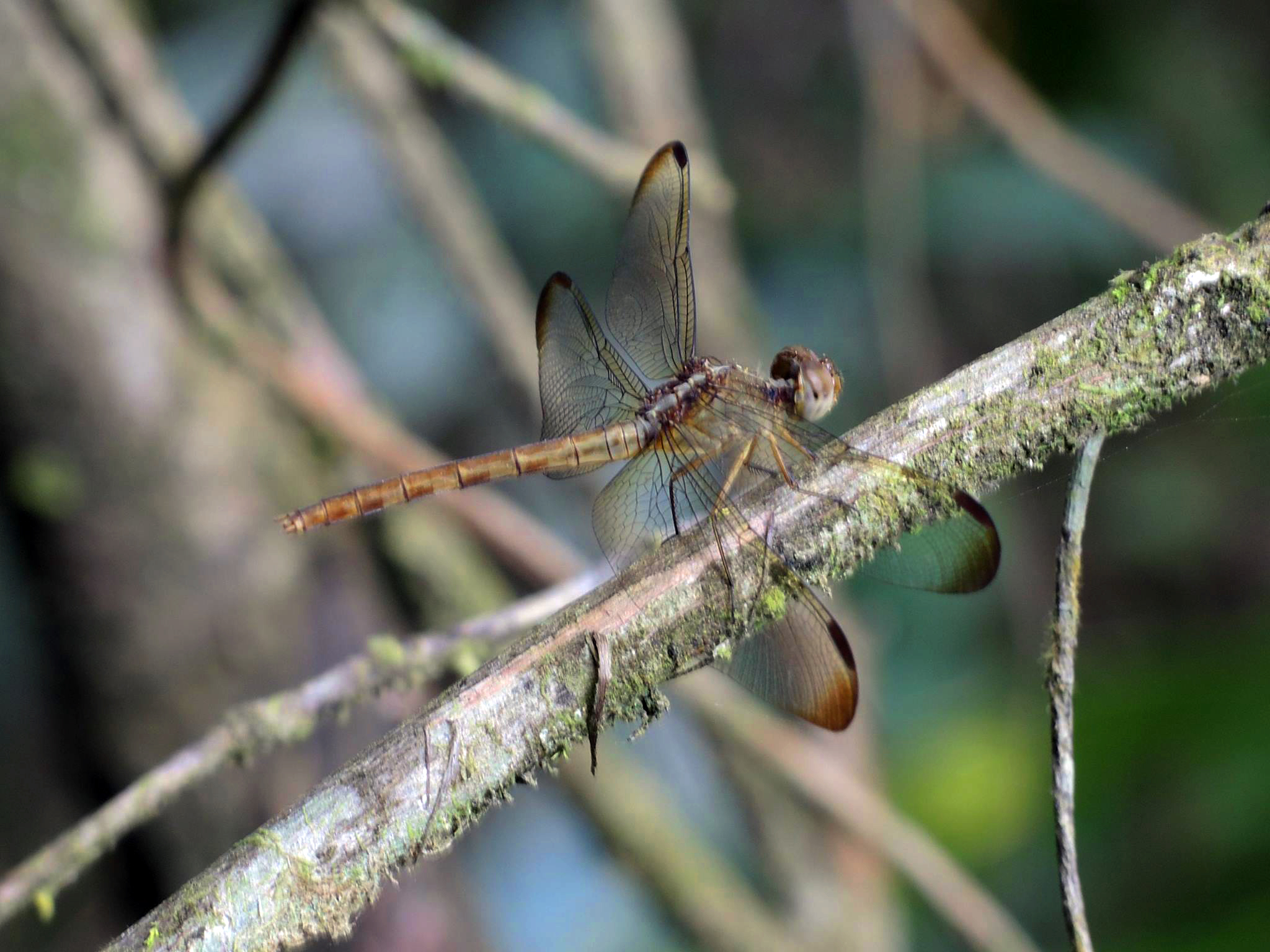
Erythrodiplax umbrata femelle
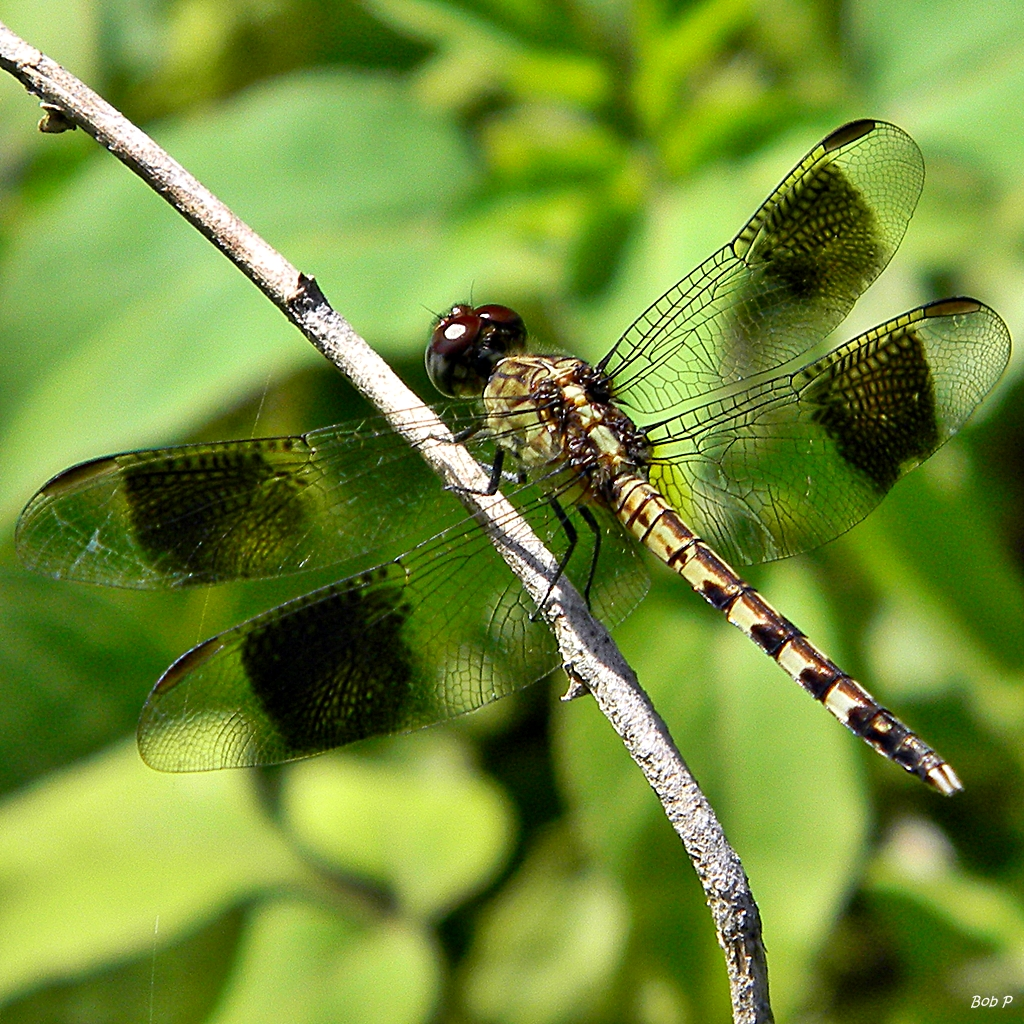
Erythrodiplax umbrata mâle

## Répartition
Erythrodiplax umbrata a été mentionnée dans le Sud-Est des États-Unis, au Mexique, dans plusieurs pays des Antilles, du Guatemala au Panama et en Amérique du Sud.

## Habitat
Cette espèce se retrouve dans les mares et les étangs temporaires.